# Charles Lucas (Franco-Américain)
Pour les articles homonymes, voir Charles Lucas et Lucas.
 (octobre 2018).
Si vous disposez d'ouvrages ou d'articles de référence ou si vous connaissez des sites web de qualité traitant du thème abordé ici, merci de compléter l'article en donnant les références utiles à sa vérifiabilité et en les liant à la section « Notes et références ».
Charles Lucas, né à Pittsburgh (Pennsylvanie) le 25 septembre 1792 et mort 27 septembre 1817, est un entrepreneur et législateur du Territoire du Missouri.

## Biographie
Charles Lucas est le fils du Franco-Américain Jean Baptiste Charles Lucas, juge et membre de la Chambre des représentants des États-Unis.
En 1805, il s'installe avec sa famille à Saint-Louis dans ce qui était encore la Louisiane française deux ans auparavant avant la vente de la Louisiane par Napoléon Ier. À la suite des séismes de 1811-1812 à New Madrid, Charles Lucas rachète des terres et s'enrichit par ce négoce. Il fonde la ville de Normandy en mémoire de la région française dans laquelle son père naquit.
Il s'engage comme volontaire lors de la Guerre anglo-américaine de 1812 et rejoint son poste militaire à Portage des Sioux. Après cette guerre, il occupe des fonctions d'avocat dans le territoire du Missouri. 
En 1817, il s'oppose à un autre avocat, le sénateur Thomas Hart Benton, lors d'une affaire judiciaire. Le 12 août, il est blessé au genou par Benton et ne peut plus continuer ce duel. Il part en convalescence à Cap-Girardeau. Mais, le 26 septembre, il reçoit un courrier lui indiquant la date du lendemain pour un nouveau duel. Il est abattu le 27 septembre lors de ce second duel.